# Socorro (Oriental Mindoro)
Socorro is een gemeente in de Filipijnse provincie Oriental Mindoro op het eiland Mindoro. Bij de laatste census in 2007 had de gemeente ruim 38 duizend inwoners.

## Geografie

### Bestuurlijke indeling
Socorro is onderverdeeld in de volgende 26 barangays:
| - Bagsok - Batong Dalig - Bayuin - Bugtong Na Tuog - Calocmoy - Calubayan - Catiningan - Fortuna - Happy Valley - Leuteboro I - Leuteboro II - Ma. Concepcion - Mabuhay I | - Mabuhay II - Malugay - Matungao - Monteverde - Pasi I - Pasi II - Santo Domingo - Subaan - Villareal - Zone I - Zone II - Zone III - Zone IV |

## Demografie
Socorro had bij de census van 2007 een inwoneraantal van 38.052 mensen. Dit zijn 876 mensen (2,4%) meer dan bij de vorige census van 2000. De gemiddelde jaarlijkse groei komt daarmee uit op 0,32%, hetgeen lager is dan het landelijk jaarlijks gemiddelde over deze periode (2,04%). Vergeleken met de census van 1995 is het aantal mensen met 3.870 (11,3%) toegenomen.

De bevolkingsdichtheid van Socorro was ten tijde van de laatste census, met 38.052 inwoners op 151,38 km², 251,4 mensen per km².